# Temnocyon
A Temnocyon az emlősök (Mammalia) osztályának ragadozók (Carnivora) rendjébe, ezen belül a fosszilis medvekutyafélék (Amphicyonidae) családjába és a Temnocyoninae alcsaládjába tartozó nem.

## Tudnivalók
A Temnocyon-fajok Észak-Amerika területén fordultak elő, a kora oligocén és a kora miocén korszakok között, vagyis 30,8-20,43 millió évvel ezelőtt. Maradványaikat az Amerikai Egyesült Államokhoz tartozó Dél-Dakota, Nebraska, Oregon és Wyoming államokban találták meg.
Ezt az emlősnemet legelőször 1879-ben, Edward Drinker Cope írta le, nevezte meg, illetve sorolta be a medvekutyafélék közé. 1988-ban, Carroll megerősítette a családon belüli tartozását. 1998-ban Hunt besorolta a Temnocyoninae alcsaládba is.
1988-ban, Legendre és Roth őslénykutatók 21,3 kilogrammos testtömegűnek becsültek egy példányt miután azt alaposan megvizsgálták.

## Rendszerezés
A nembe az alábbi 7 faj tartozik:
- Temnocyon altigenis Cope, 1878 - típusfaj
- Temnocyon ferox Eyermann, 1896
- Temnocyon fingeruti Hunt jr., 2011
- Temnocyon macrogenys Hunt jr., 2011
- Temnocyon percussor Cook, 1909
- Temnocyon subferox Hunt jr., 2011
- Temnocyon typicus Loomis, 1936

## Fordítás
- Ez a szócikk részben vagy egészben  a   Temnocyon című angol Wikipédia-szócikk ezen változatának fordításán alapul.  Az eredeti cikk szerkesztőit annak laptörténete sorolja fel. Ez a jelzés csupán a megfogalmazás eredetét és a szerzői jogokat jelzi, nem szolgál a cikkben szereplő információk forrásmegjelöléseként.